# Ten Have-systeem

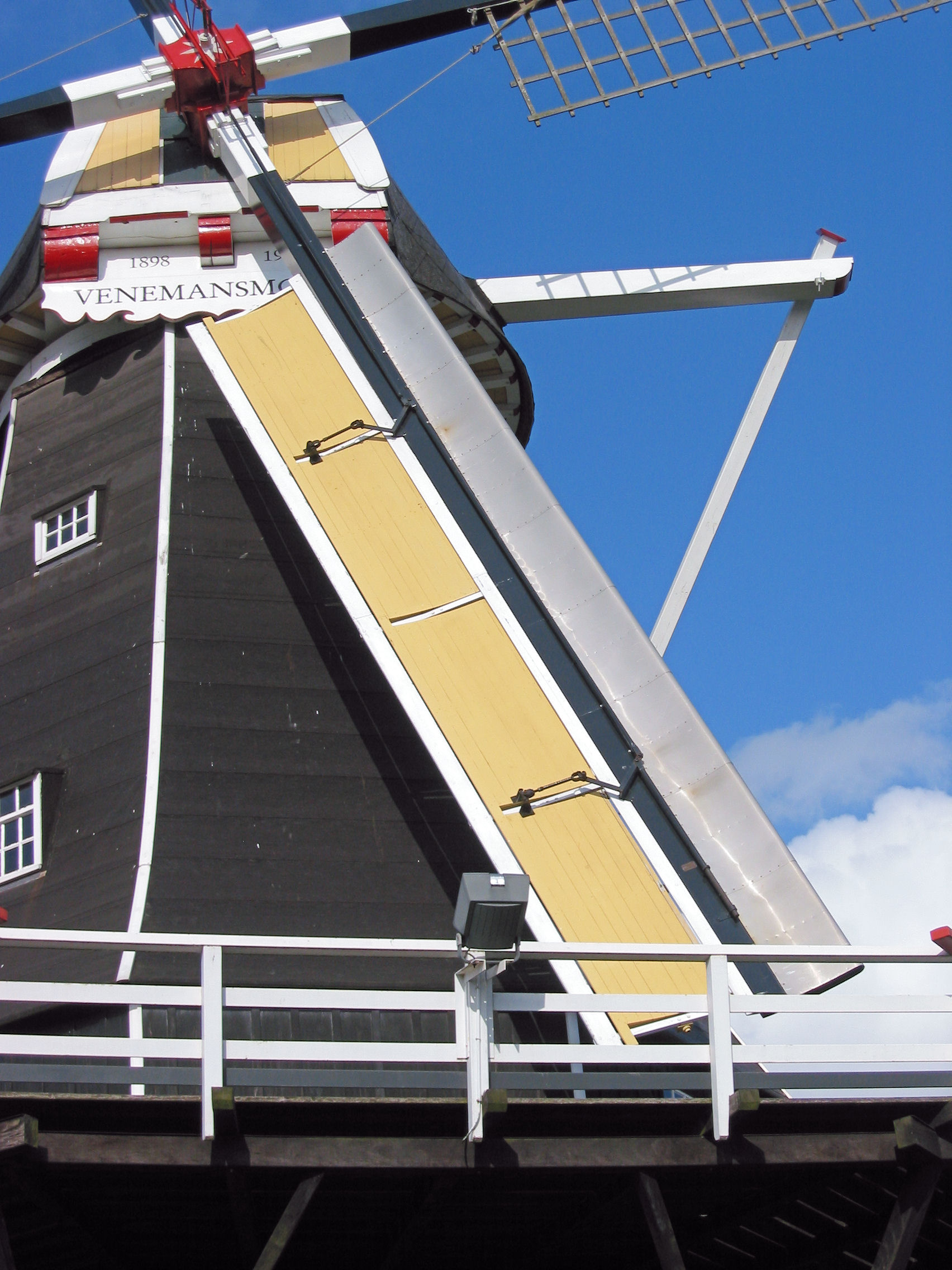
Ten Have-klep met Van Busselneus op Venemansmolen. De trekstang naar de spin is zichtbaar.

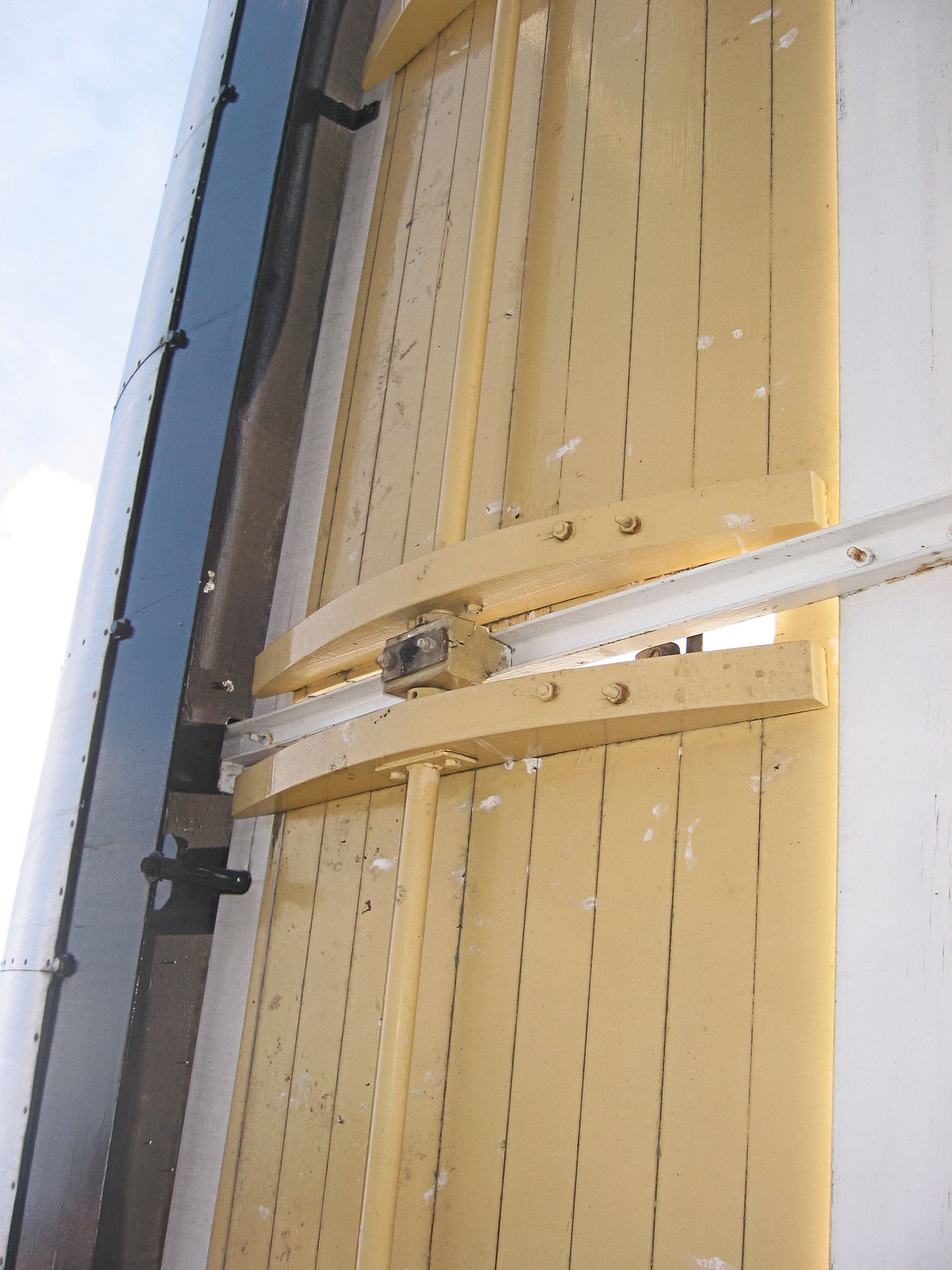
Achterzijde Ten Have-klep met klepkoppelstang op Venemansmolen. Klepbreedte 83 cm. Afstand voorzoom tot klepas 37 cm.

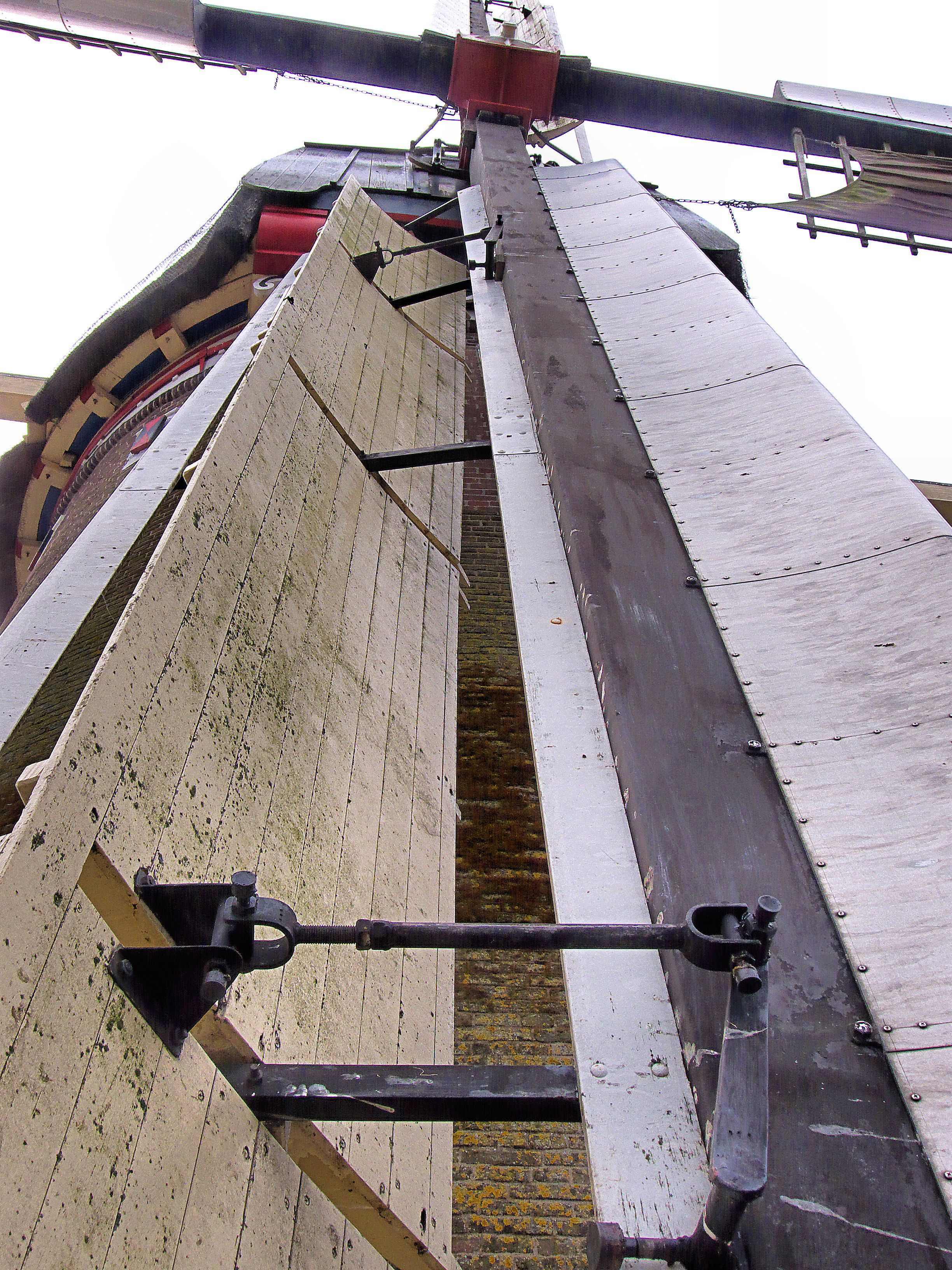
Wilpermolen zonder trekstang met zwichtring

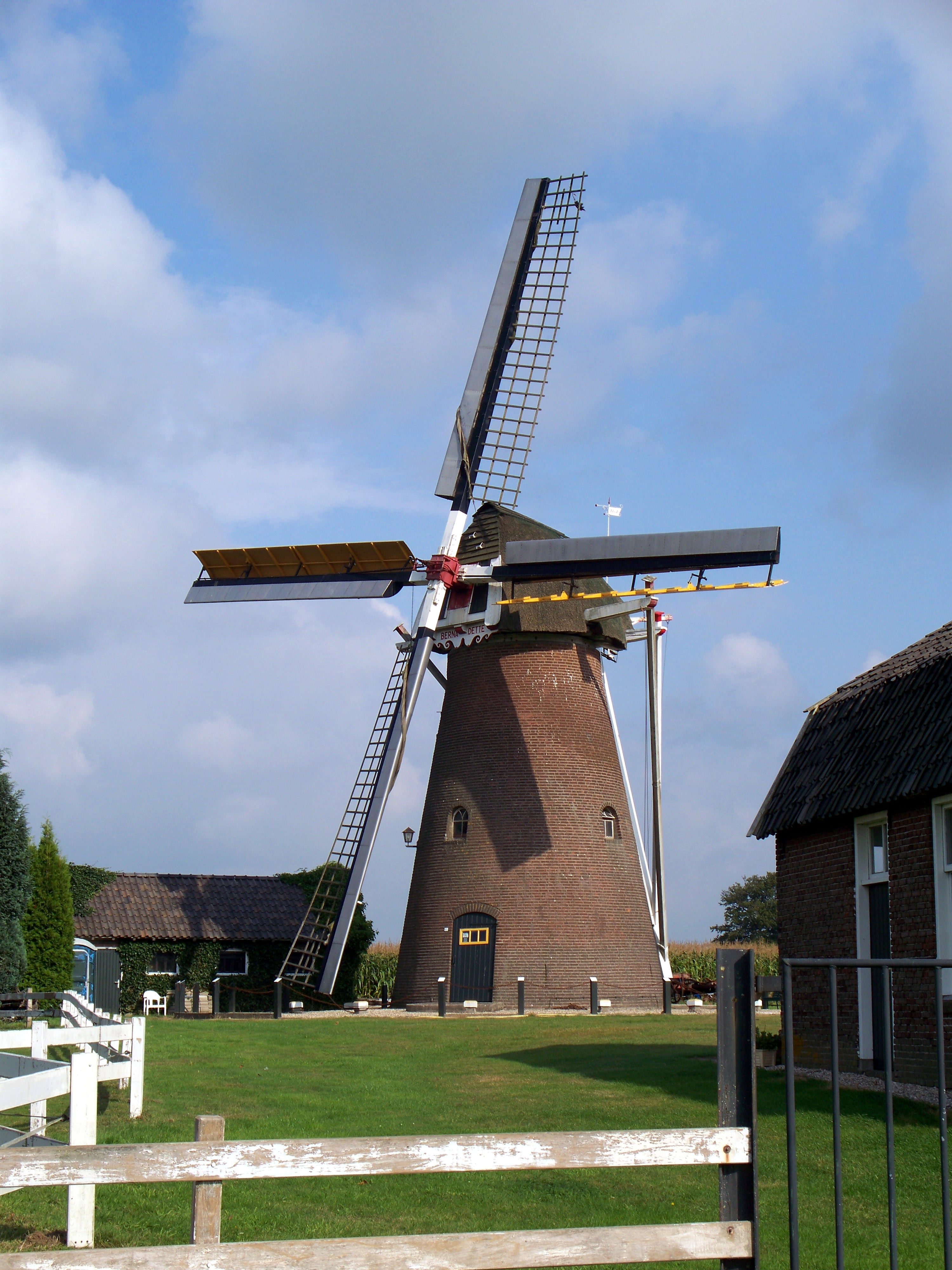
Beckersklep met Beckersneus op de Bernadette

G.J. ten Have uit Vorden ontwierp in het begin van de jaren 1940 een zelfzwichtingsysteem dat bekendstaat als het systeem-Ten Have, waarbij de wieken achter de roeden om een lengteas draaibare houten borden hebben in plaats van een hekwerk met zeilen (Oudhollandse tuigage).

## Geschiedenis
Dit systeem werd met zwichtring voor het eerst toegepast in 1937 op de Molen Bataaf in Winterswijk. Er was toen nog geen voor- en achterzoom, maar dit leverde een te slappe klep op. De klepas zat bij Molen Bataaf in het begin in het midden, waardoor de kleppen slecht dicht gingen. Door nieuwe kleppen te maken, maar nu met de klepas uit het midden, werd dit opgelost. De zwichtring werd in totaal op zes molens toegepast, maar heeft een nadeel bij het werken in veel wind: het is dan moeilijk om de molen met open kleppen rond te duwen om de borgingen te lossen, en ook moeilijk om de kleppen weer helemaal open te krijgen met de zwichtring. Alleen de Wilpermolen in Posterenk en De Hoop in Vorden hebben nu nog Ten Have-kleppen met een zwichtring. Verder werd er bij de Bataaf nog gebruikgemaakt van het systeem Dekker, later gebruikte Ten Have zijn eigen profielen. Deze zijn vergelijkbaar met de Van Busselneuzen, maar met een spitse neus.
In totaal werden 50 molens voorzien van Ten Have-kleppen. In 1979 hadden 28 molens Ten Have-kleppen, waarvan er 21 in Gelderland. Bij de grote restauratie van Molen Bataaf in Winterswijk in 2010 kreeg de molen ook weer de Ten Havekleppen terug in combinatie met het systeem Dekker.
In 2012 kreeg De Graanhalm in Zeeland voor het eerst Ten Have-kleppen op de binnenroede. Daarvoor was deze altijd Oudhollands opgehekt geweest.
De enigszins holle klep met zeeg is gemaakt van houten schroten, die op houten ribben vastzitten. Door de ribben loopt de klepas, die gelagerd is in vijf lagerblokken. De vijf, metalen U-vormige steunen (hekkescheden) zitten aan de roede vast. De steunen zijn aan de roedezijde met elkaar verbonden door een koppellat, de voorzoom. Aan de andere zijde worden ze met elkaar verbonden door de achterzoom. De kleppen hebben achter de roede een klepkoppelstang en aan de voorkant van de roede naar de spin een trekstang met aan het eind van de roede een borgstang. (Bij de zwichtring is er geen spin en dus geen trekstang. Alleen korte trekstangen.) De trekstang is met de kleppen verbonden door korte trekstangen met cardankoppeling. De hefbomen van de klepkoppelstang en trekstang zijn op gemeenschappelijke assen gemonteerd. Aan het ondereind van de klepkoppelstang zit opdezelfde arm de regulateurstang. Met deze constructie kunnen de kleppen open en dicht gezet worden. Op de regulateurstang zit een verende borgpal, waarmee de klep in de geopende stand geborgd wordt. De bovenkant heeft een ring. Doordat een verende borgpal achter deze ring valt bij geheel geopende klep wordt deze stand geborgd. Als dit tijdens het draaien gebeurt moet de molen stilgezet worden en de pal handmatig teruggezet. Onder de borgpal zit een verstelbare stuitring, die op de geleider ligt. De bovenste ring is met een ketting verbonden met de veer op de regulateur. Bij de Ten Have-klep met zwichtring moet de veerspanning handmatig met het liertje ingesteld worden.
De lengteas zit uit het midden ideaal op twee vijfde van de bordbreedte vanaf de roe (verhouding 40/60), waardoor de wind de klep open kan drukken. De zelfzwichting gebeurt deels door winddruk en deels door centrifugale kracht. Bij het toenemen van de draaisnelheid van de wieken ontstaat er, doordat de lucht het profiel niet meer kan volgen, direct achter de roede een onderdruk, waardoor de klep opengezogen wordt. Dit wordt versterkt door een centrifugale kracht uitgeoefend door de centrifugaalgewichten, die op de klepkoppelstang zitten. Door het sneller draaien van de wieken kantelen de borden meer of minder. Bij de Ten Have-klep en zwichtstok met bezaan hangt een stel andere gewichten aan de ketting bij de achterzijde van de doorboorde as, die ervoor zorgen dat bij het langzamer draaien de borden weer worden vlak getrokken. De trekstangen zijn door een spin met de zwichtstang verbonden.
Voor de bediening van de zwichtstang, de stang die door de bovenas loopt, paste Ten Have twee systemen toe. De zwichtstok met bezaan of een rondgaande ketting met kettingwiel en een tandheugel. Het tandwieltje zat bij de meeste molens onder de tandheugel, maar bij sommige molens zat het tandwieltje bovenop hetgeen resulteert in een omgekeerde trekbeweging aan de ketting.
De Sint-Martinusmolen heeft een rondgaande ketting met kettingwiel en tandheugel evenals de Zuidmolen en de Hackforter Molen.
De roe met de Ten Have-kleppen mag alleen horizontaal weggezet worden, omdat anders de bedieningsstangen door verzakking ontregeld raken en ook omdat anders bij wind van achteren of opzij de klep dicht kan waaien. Alleen de Zuidmolen heeft, sinds 1984, Ten Have-kleppen op beide roeden (in combinatie met het systeem Fauël).

## Plaats klepas
Afstanden in cm.
| naam molen                       | breedte voorzoom | afstand voorzoom tot klepas | afstand klepas tot achterzoom | breedte achterzoom | excentriciteit in % (60=theoretisch ideaal) |
| De Prins van Oranje (Bredevoort) | 10               | 40                          | 50                            | 15                 | 55,6                                        |
| Wenninkmolen                     | 11               | 37                          | 44                            | 14,5               | 54,3                                        |
| De Meenkmolen                    | 10,5             | 36                          | 48                            | 15                 | 57,1                                        |
| Teunismolen                      | 12               | 38,5                        | 46                            | 15                 | 54,4                                        |
| Venemansmolen                    | –                | 37                          | 46                            | –                  | 55,4                                        |
| Molen Bataaf                     | geen             | 36                          | 44,5                          | 15                 | 55,3                                        |
| Nooit Gedacht (Warnsveld)        | –                | 36,5                        | 44                            | –                  | 54,7                                        |
| Wilpermolen (oude situatie)      | –                | 35                          | 50                            | –                  | 58,8                                        |
| Wilpermolen (nieuwe situatie)    | –                | 41                          | 47                            | –                  | 53,4                                        |
| Bronkhorstermolen                | 11,5             | 42                          | 50                            | 15                 | 54,3                                        |

## Uitvoering Beckers
De uitvoering van Beckers lijkt veel op de Ten Have-klep. Molenmaker Guus Beckers was een leerling van Ten Have. Roeden met Beckerskleppen hebben ook Beckersneuzen, die vergelijkbaar zijn met Busselneuzen, maar aan de achterzijde van de roede voortgezet, zodat dit beter aansluit op de grote zwichtklep. Het profiel van de Beckersneuzen is aan de voorzijde vlak, waar de Busselneuzen hol zijn. Hierdoor presteren Beckerneuzen beter bij een bepaalde, vaste windsnelheid en presteren Busselneuzen beter bij variabele windsnelheden. Bij de Beckersklep is alleen een voorzoom aanwezig in plaats van een heel raamwerk. De schenkels van de kleppen zijn aan de voorkant geplaatst, waardoor de klep verder naar achter licht. De Beckersneuzen vormen samen met de kleppen, in gesloten stand, een aaneen gesloten "vleugelprofiel'. De uitvoering Beckers heeft daardoor een veel beter aerodynamisch profiel dan de uitvoering van Ten Have. Immers uit de vleugelbouw is bekent dat de bovenzijde van een profiel (bij een molenwiek dus de zijde naar de molen toegekeerd) veruit de meeste kracht op levert en derhalve de verstoring in het profiel aan de voorkant, waar de roede overgaat naar klep, weinig krachtverlies op levert. Dit in tegenstelling met Ten Have waarbij geprobeerd wordt om de voorkant door te laten lopen, waarbij dus bij de achterzijde (naar de molen toegekeerd) het profiel bij de overgang van de roede naar de klep ernstig verstoord is. Een uitvoering Beckers zal derhalve bij de zelfde windkracht meer vermogen kunnen opwekken dan de uitvoering Ten Have.
De Braamse Molen heeft Beckerswieken op de binnenroede evenals de Bernadette in Nieuw-Wehl. Van 1954 tot 1978 had de Aurora in Dichteren ook Beckerswieken op de binnenroede.

## Molens met systeem Ten Have[1]
| naam molen                | plaats              | jaar  | systeem    | status                                                                                                   |
| Molen Bataaf              | Winterswijk         | 1937  | zwichtring | reconstructie in 2011 met Dekkerwiek en Ten Have op dezelfde roede. De Dekker is aan de top 86 cm breed. |
| voorganger De Vier Winden | Vragender           | –     | zwichtring | gesloopt in 1958                                                                                         |
| De Hoop                   | Vorden              | 1940  | zwichtring | |
| De Leeuw                  | Lettele             | 1941  | zwichtring | reconstructie met tandheugel en tandwieltje bovenop                                                      |
| Wilpermolen               | Posterenk           | 1942  | zwichtring | |
| Weltevreden               | Voorstonden         | –     | zwichtring | verbrand in 1957                                                                                         |
| Johanna                   | Heeten              | –     | tandheugel | gesloopt in 1959                                                                                         |
| De Hoop                   | Klarenbeek          | 1942  | tandheugel | |
| Teunismolen               | De Heurne           | 1942  | tandheugel | |
| Nieuwe Molen              | Lichtenvoorde       | 1942  | tandheugel | onttakeld 1958, gesloopt 1989                                                                            |
| Molen van Willemsen       | Duiven              | 1943  | zwichtring | verwoest 1944                                                                                            |
| De Welvaart               | Groessen            | 1943  | bezaan     | onttakeld in 1984                                                                                        |
| Hackforter Molen          | Vorden              | 1944  | tandheugel | |
| Molen van Lammers         | Empe                | <1945 | bezaan     | verbrand 1945                                                                                            |
| De Vecht                  | De Vecht (Teuge)    | 1945  | –          | gedurende montage kapotgeschoten en later gesloopt                                                       |
| De Meenkmolen             | Miste               | 1946  | bezaan     | |
| De Korenbloem             | Loil                | 1948  | bezaan     | |
| Molen van Vorderman       | Terwolde            | 1948  | –          | verbrand in 1973                                                                                         |
| 't Roode Hert             | Oudorp              | 1949  | bezaan     | |
| Noorderlook               | Holten              | 1949  | bezaan     | verbrand 1961                                                                                            |
| De Zwaluw                 | Nieuwe Pekela       | 1950  | bezaan     | aluminium kleppen                                                                                        |
| Braakmolen                | Goor                | 1951  | bezaan     | |
| De Hollandsche Molen      | Neede               | 1951  | bezaan     | |
| De Geregtigheid           | Katwijk             | 1951  | tandheugel | brand 1961, nu weer Oudhollands                                                                          |
| Nooit Gedacht             | Warnsveld           | 1953  | bezaan     | |
| Wenninkmolen              | Lintelo             | 1948? | bezaan     | |
| De Kempermolen            | Breedenbroek        | 1948  | bezaan     | |
| Sint Martinus             | Didam               | 1953? | tandheugel | |
| Aurora                    | Dichteren           | 1954  | tandheugel | uitvoering Beckers of Kreeftenberg, nu weer oud Hollands                                                 |
| Rembrandtmolen            | Kilder              | –     | bezaan     | onttakeld in 1990                                                                                        |
| Agneta                    | Ruurlo              | –     | bezaan     | |
| De Zwaan                  | Voorst              | –     | bezaan     | |
| De Prins van Oranje       | Bredevoort          | –     | tandheugel | |
| De Hoop                   | Maassluis           | 1956  | tandheugel | vanaf 1963 Oudhollands                                                                                   |
| De Welkomst               | Sint Jacobiparochie | 1956  | bezaan     | afgebrand in 1975                                                                                        |
| De Vier Winden            | Vragender           | 1958  | bezaan     | |
| De Hoop                   | Rha                 | 1958  | bezaan     | |
| De Ster                   | Geesteren           | 1959  | bezaan     | weer Oudhollands                                                                                         |
| De Hoop                   | Dokkum              | 1959  | bezaan     | |
| Bronkhorstermolen         | Bronkhorst          | 1960  | tandheugel | |
| Braamse Molen             | Braamt              | 1964  | bezaan     | uitvoering Beckers                                                                                       |
| Bernadette                | Nieuw Wehl          | 1965  | bezaan     | uitvoering Beckers                                                                                       |
| Zeldenrust                | Dokkum              | 1969  | bezaan     | buitenroede Ten Have                                                                                     |
| De Leeuw                  | Oldehove            | 1982? | bezaan     | buitenroede Ten Have                                                                                     |
| De Zuidmolen              | Groesbeek           | 1984  | tandheugel | binnen- en buitenroede Ten Have                                                                          |
| De Hoop (Oud-Zevenaar)    | Oud-Zevenaar        | 1989  | tandheugel | had voor 1989 van Riet                                                                                   |
| De Ooievaar               | Terwolde            | 1990  | bezaan     | |
| De Hoop                   | Stiens              | 1992  | bezaan     | |
| Venemansmolen             | Winterswijk         | 1997  | tandheugel | |
| De Graanhalm              | Burgh-Haamstede     | 2012  | –          | |
| Rembrandtmolen (Kilder)   | Kilder              | 2016  | bezaan     | |
| De Zandhaas               | Santpoort-Noord     | 2016  | bezaan     | had voor 2016 Fokken met regelborden                                                                     |

## Fotogalerij

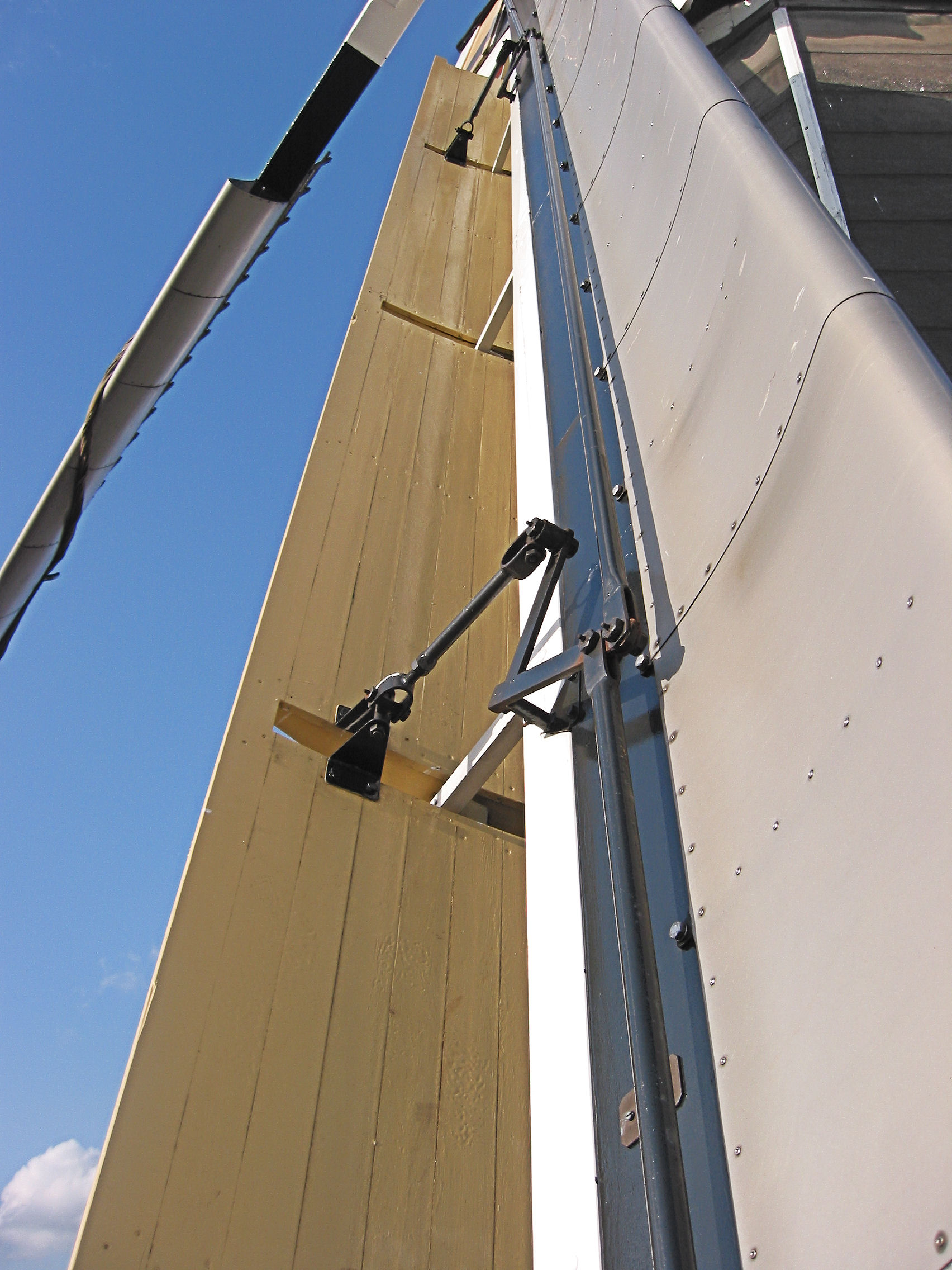
Trekstang naar spin bij de Venemansmolen met onderaan de borgstang.
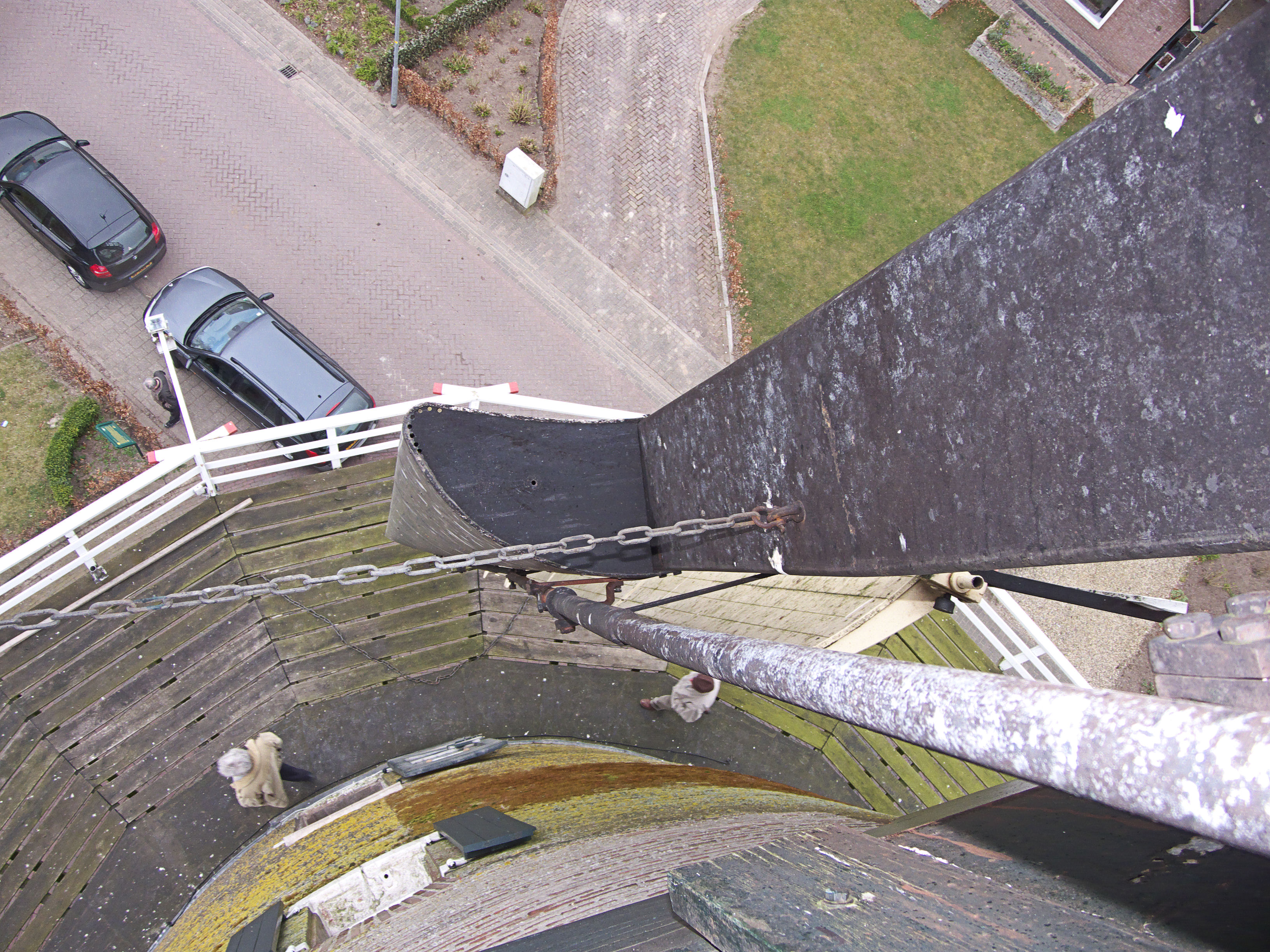
Klepkoppelstang Wilpermolen
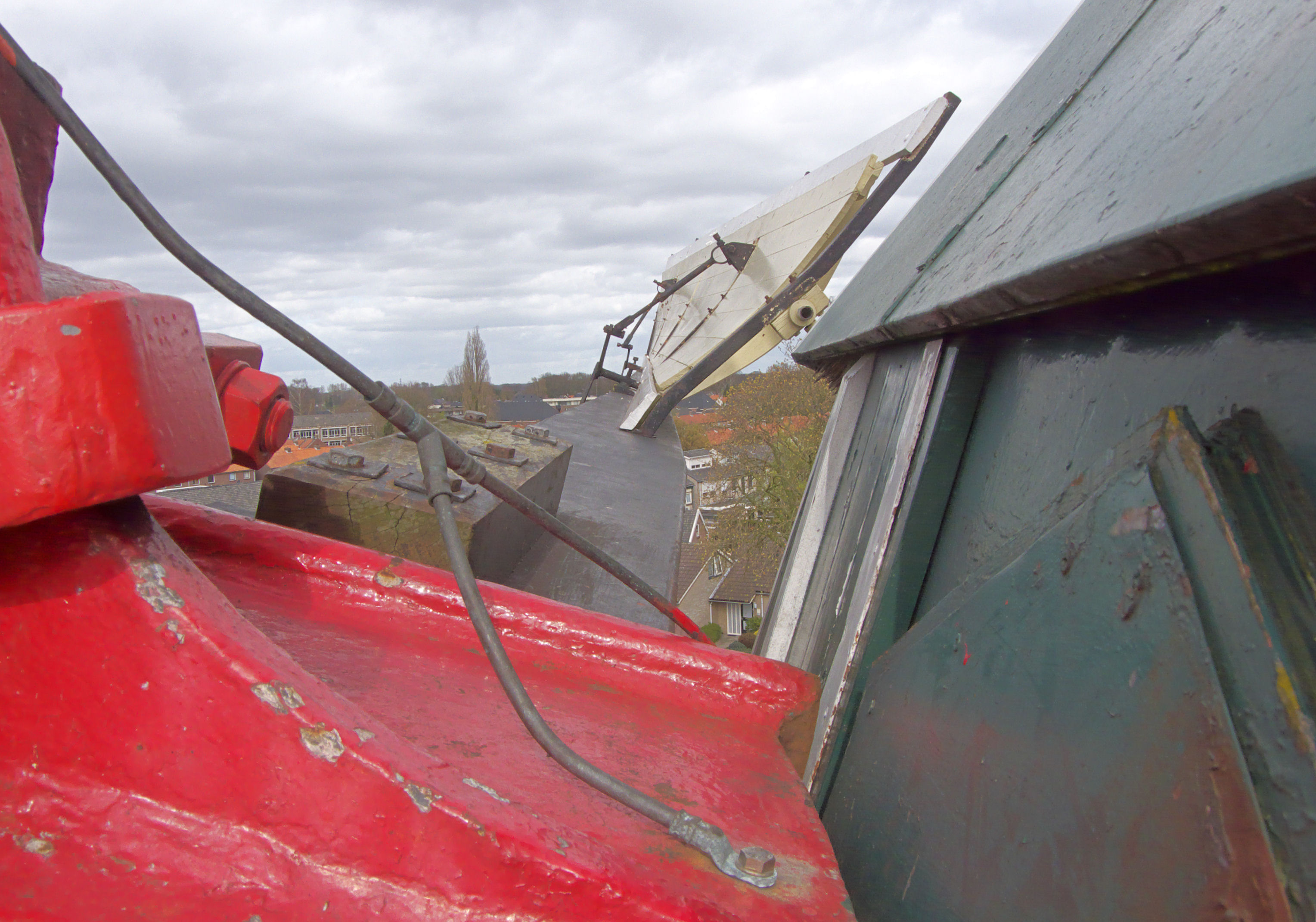
Zeeg in Ten Have klep
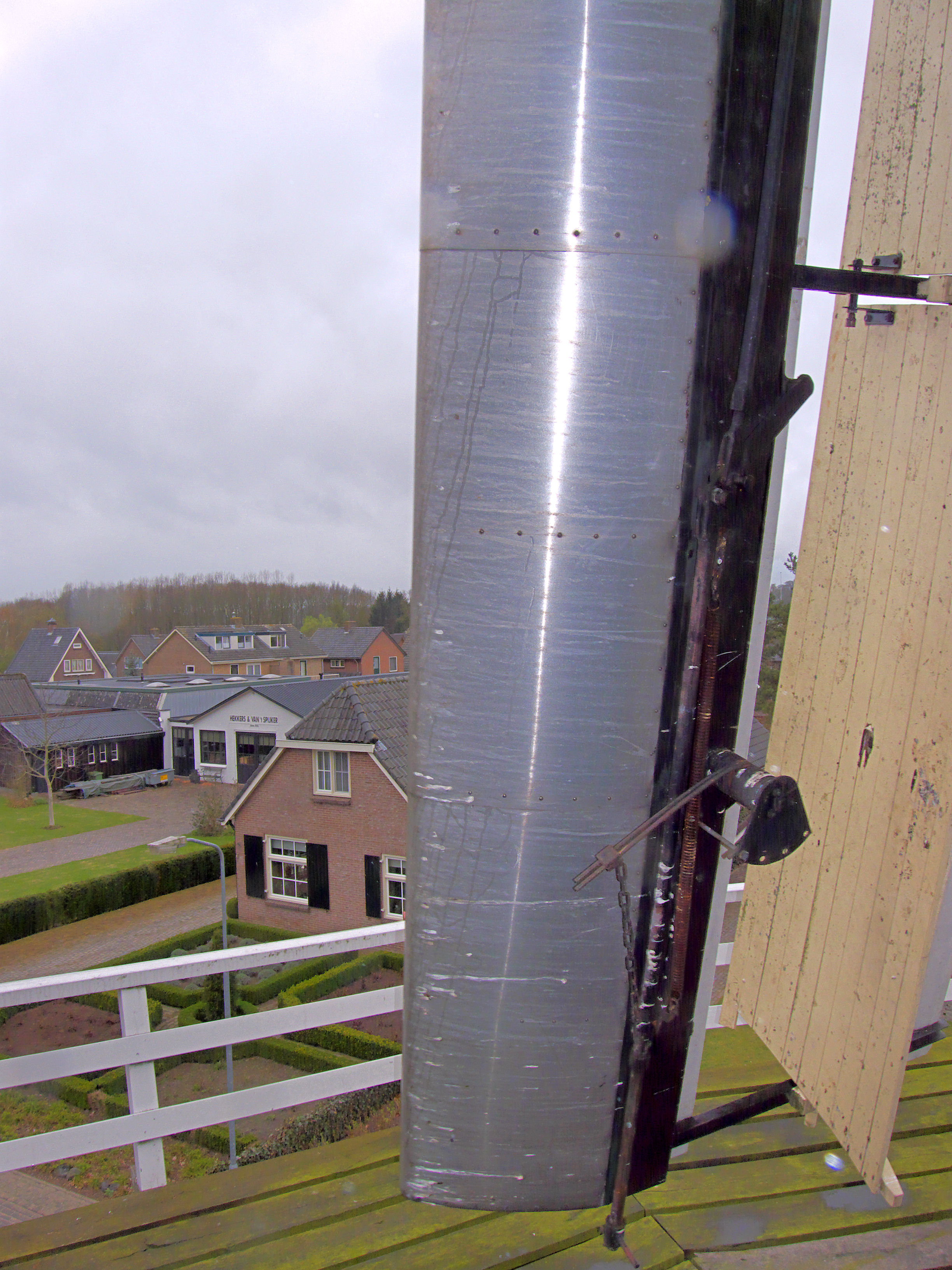
Klepkoppelstang met daaronder de regulateurveer met regulateurketting en regulateurstang (onderste stang) Wilpermolen
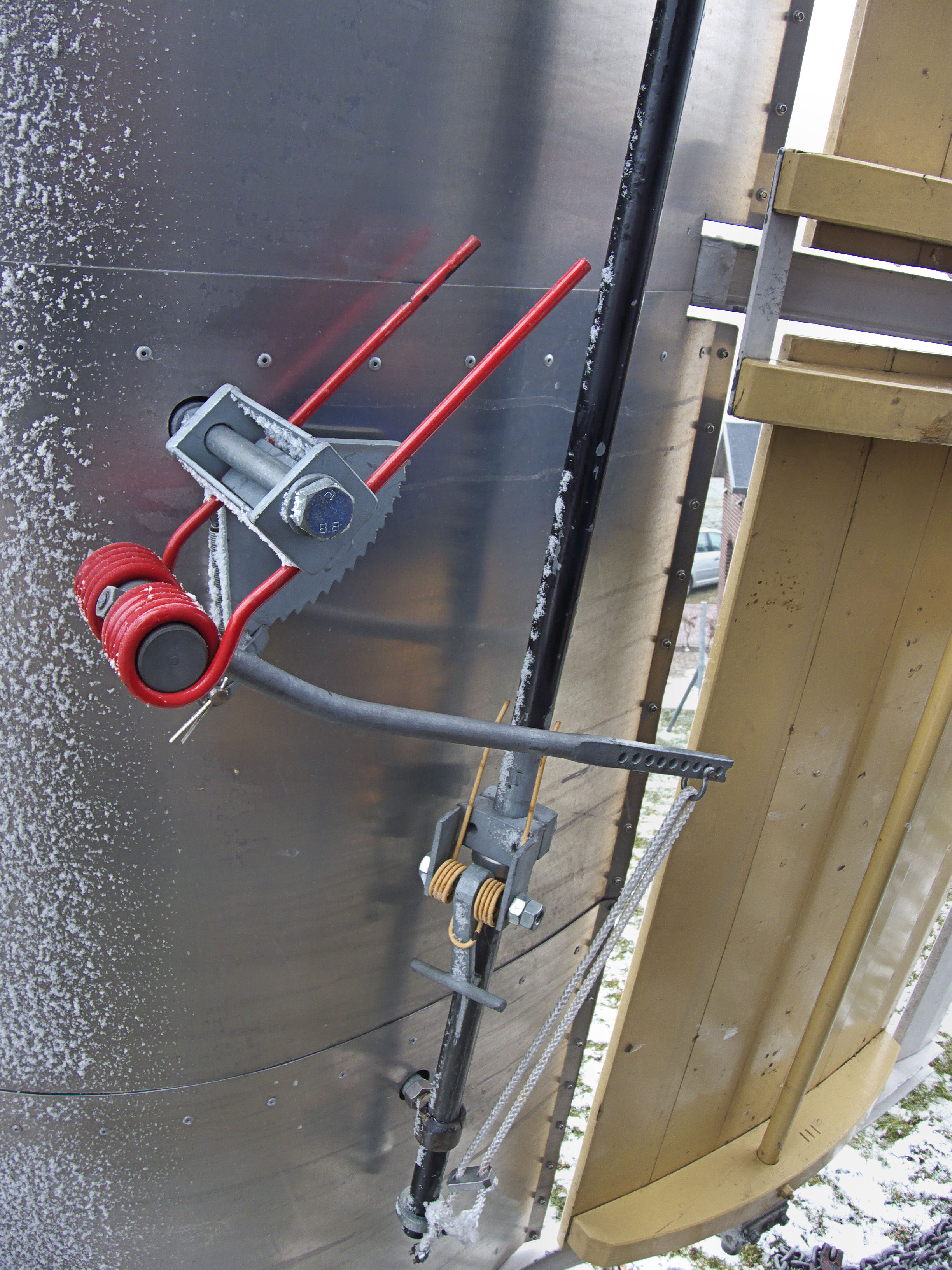
Sluitveer en regulateurstang met borgpal bij Molen Bataaf
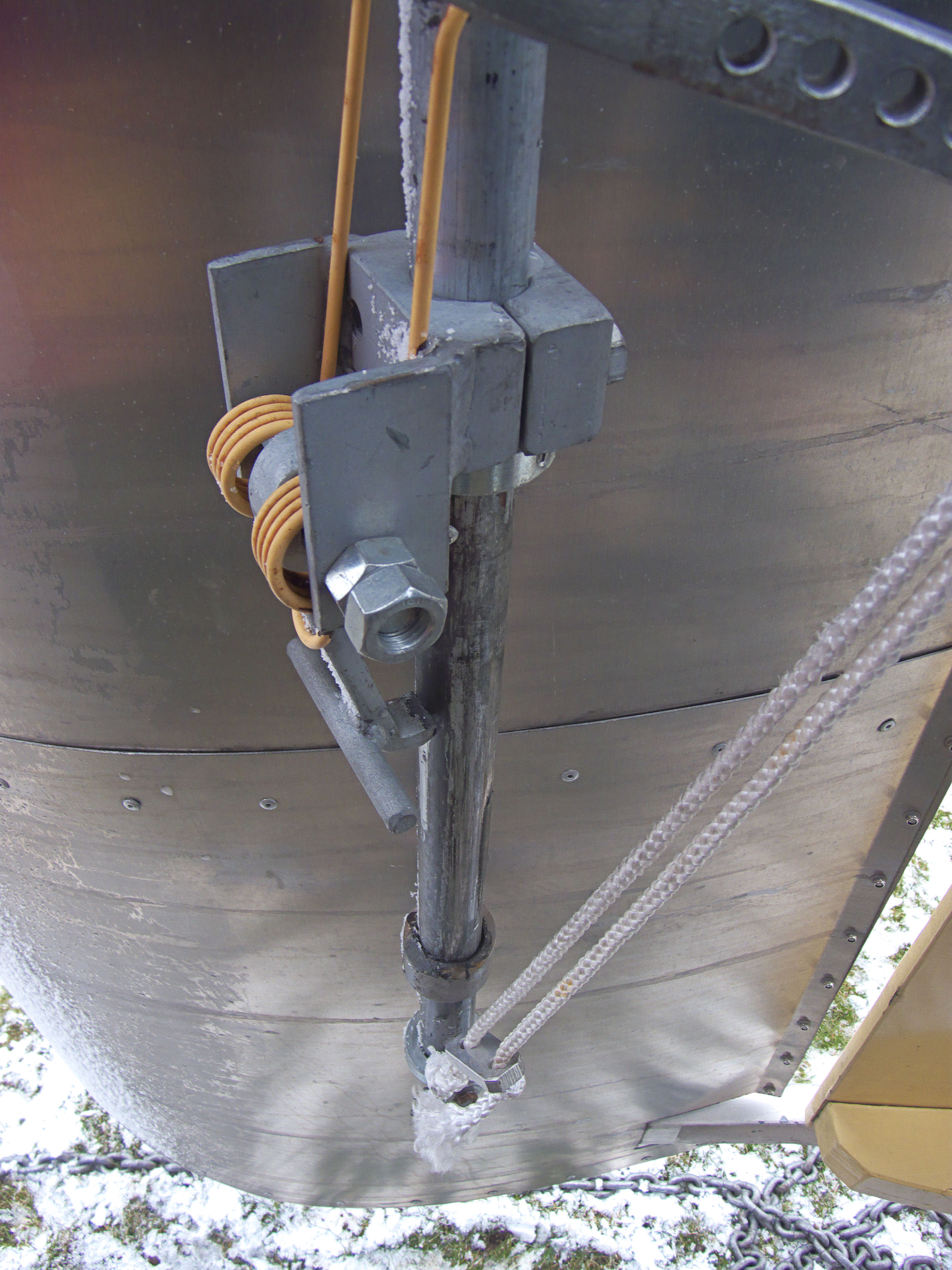
Regulateurstang met borgpal bij Molen Bataaf
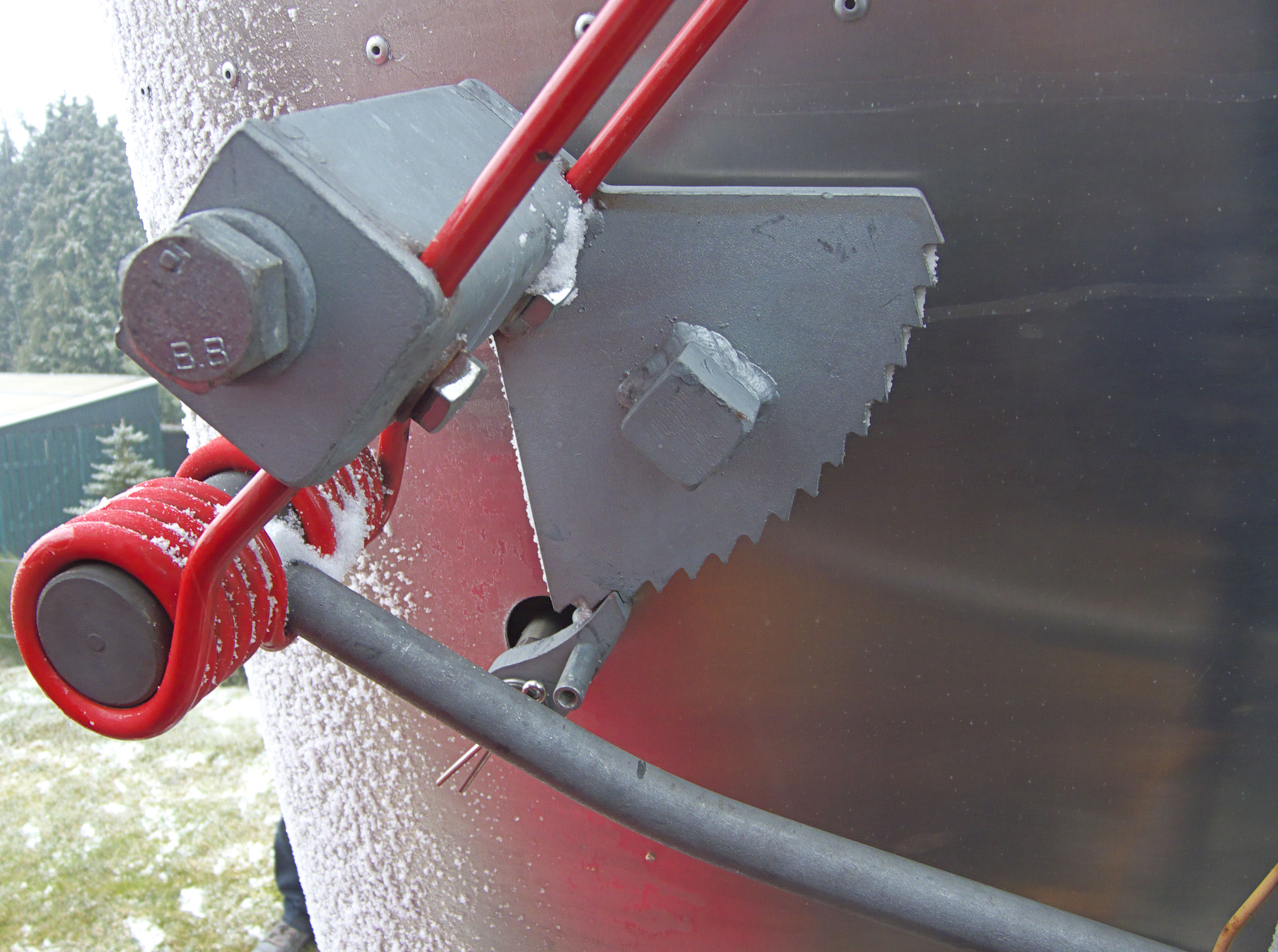
Sluitveer bij Molen Bataaf
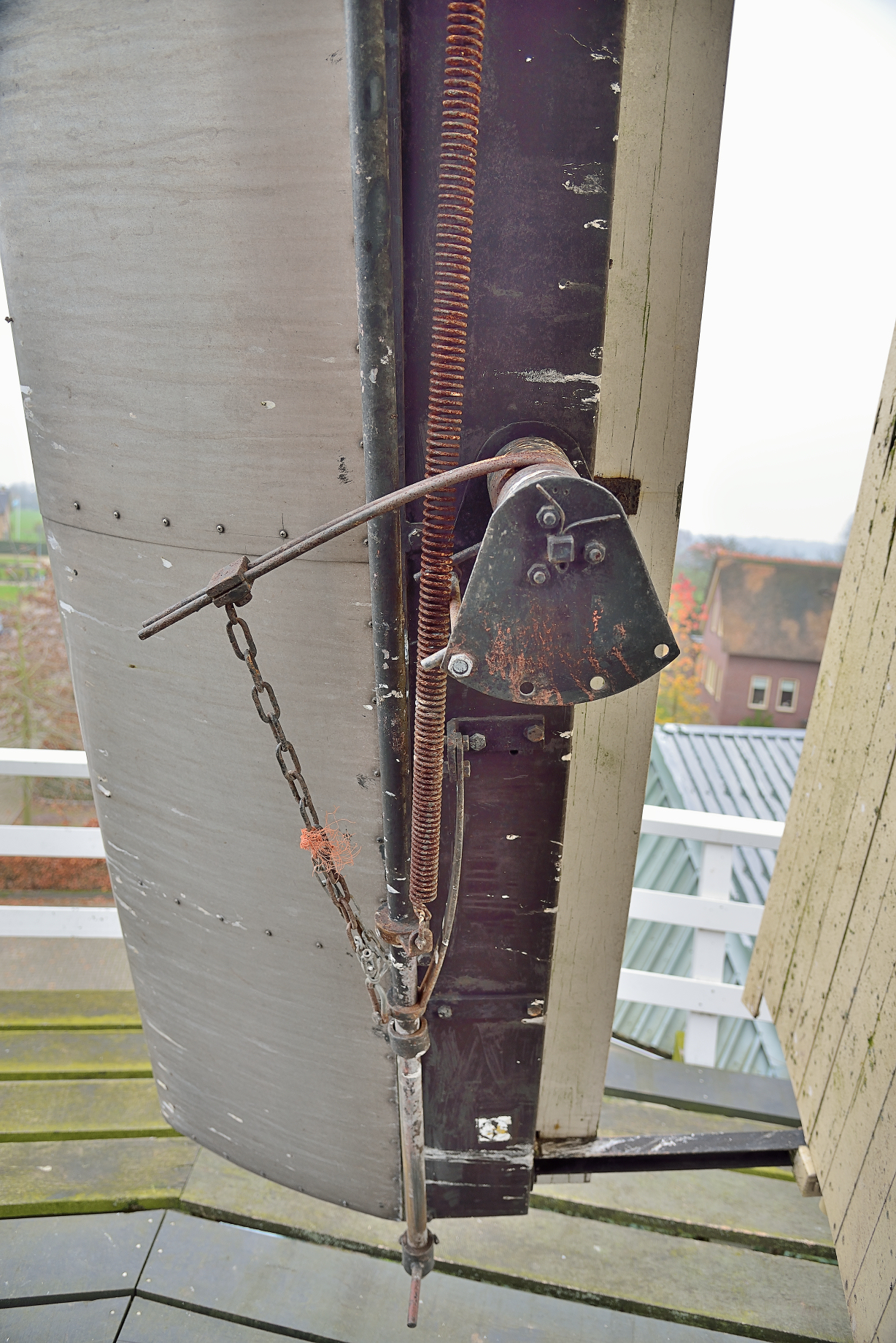
Regulateurstang met borgpal bij de Wilpermolen
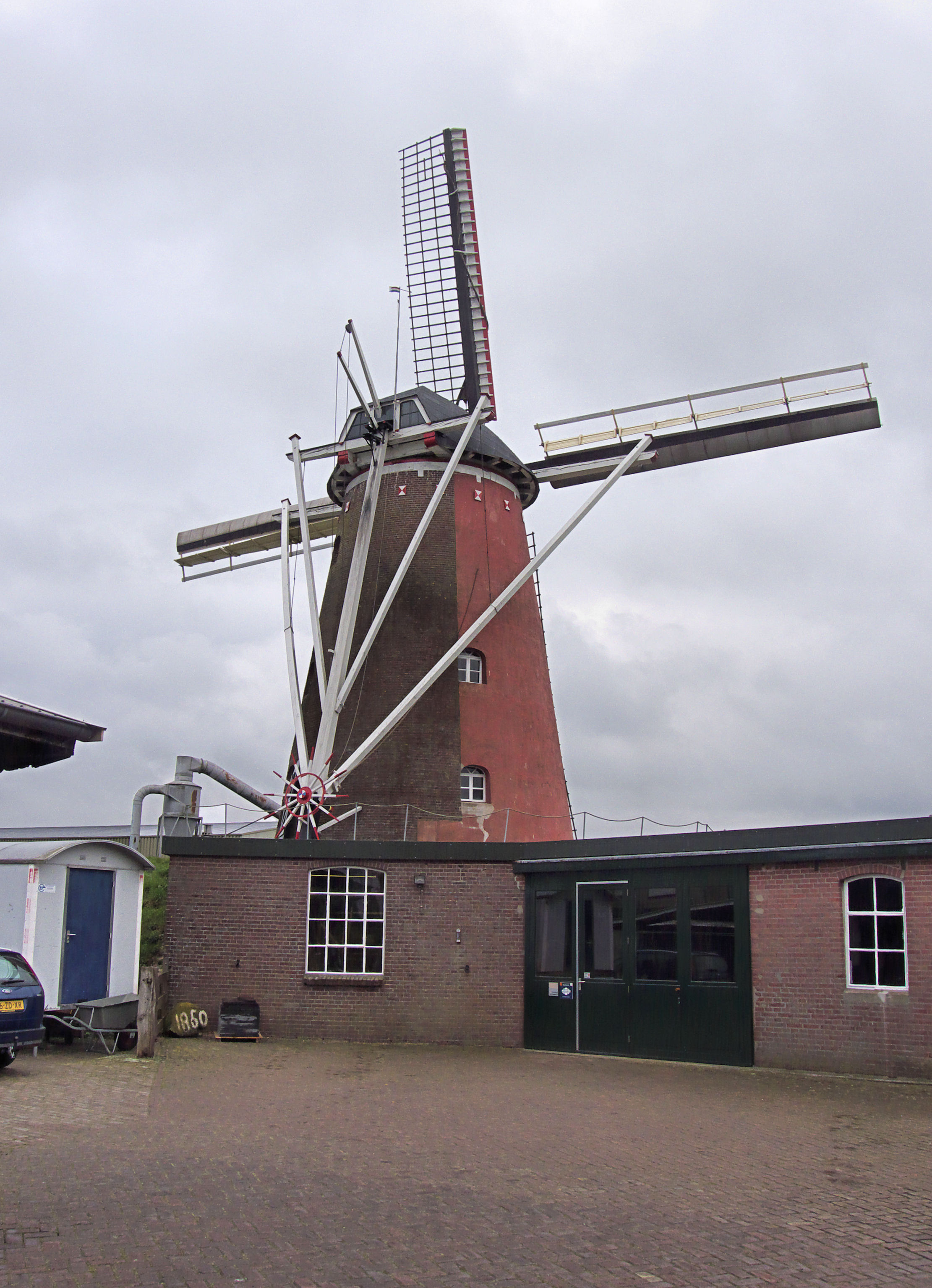
Bediening met zwichtstok en bezaan bij de Wenninkmolen
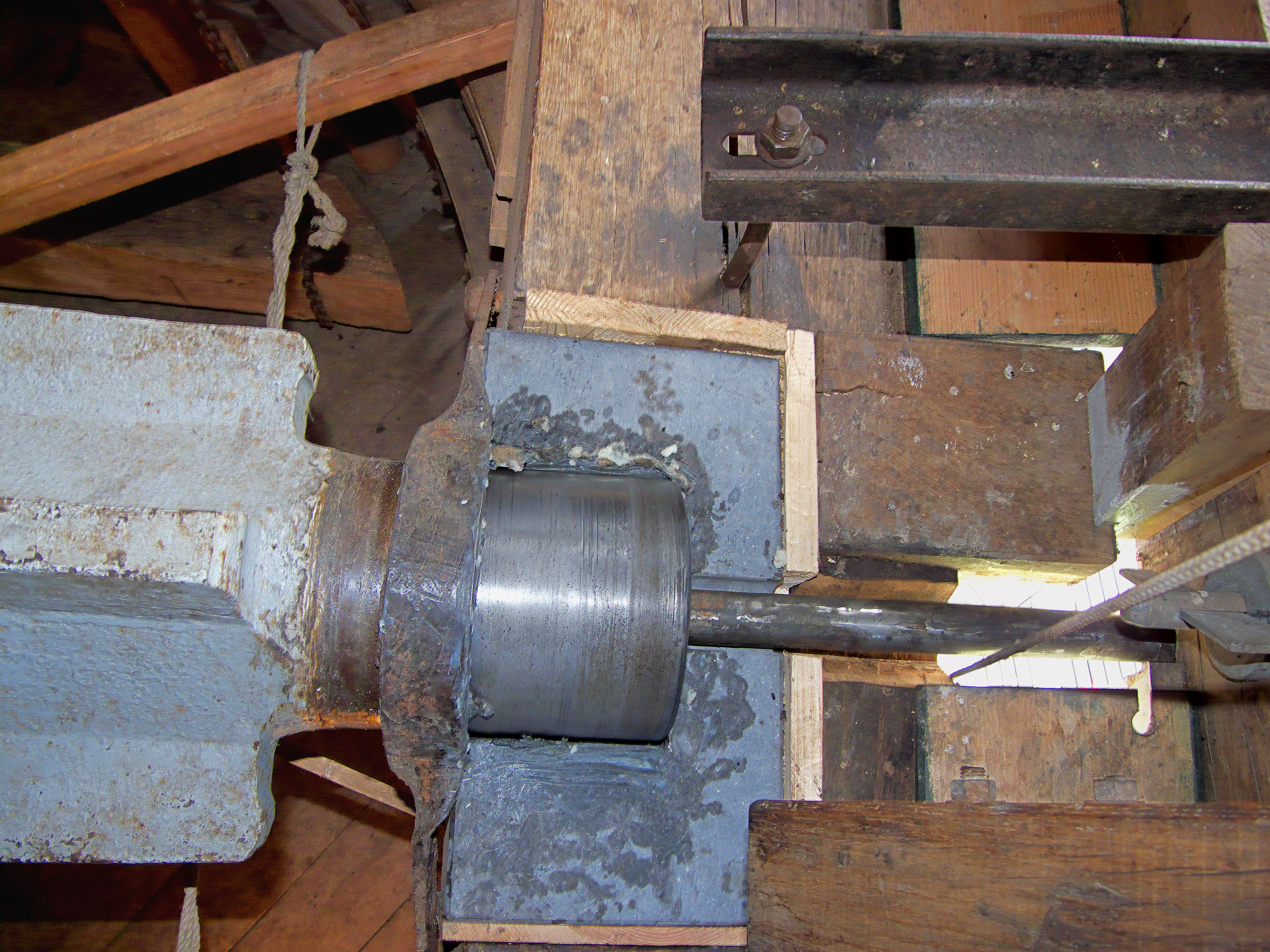
Zwichtstang Wenninkmolen
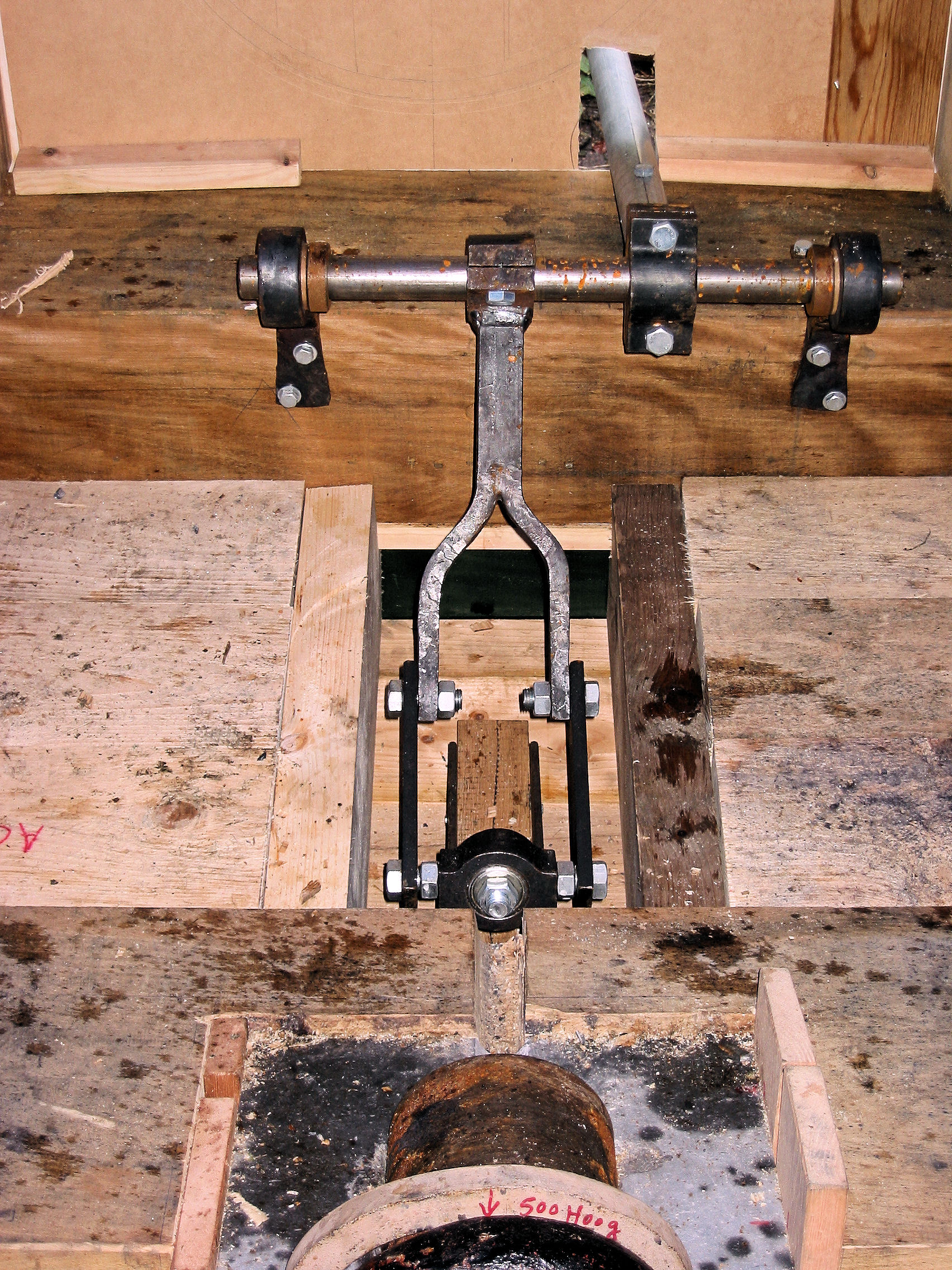
Overbrenging zwichtstang naar zwichtstok
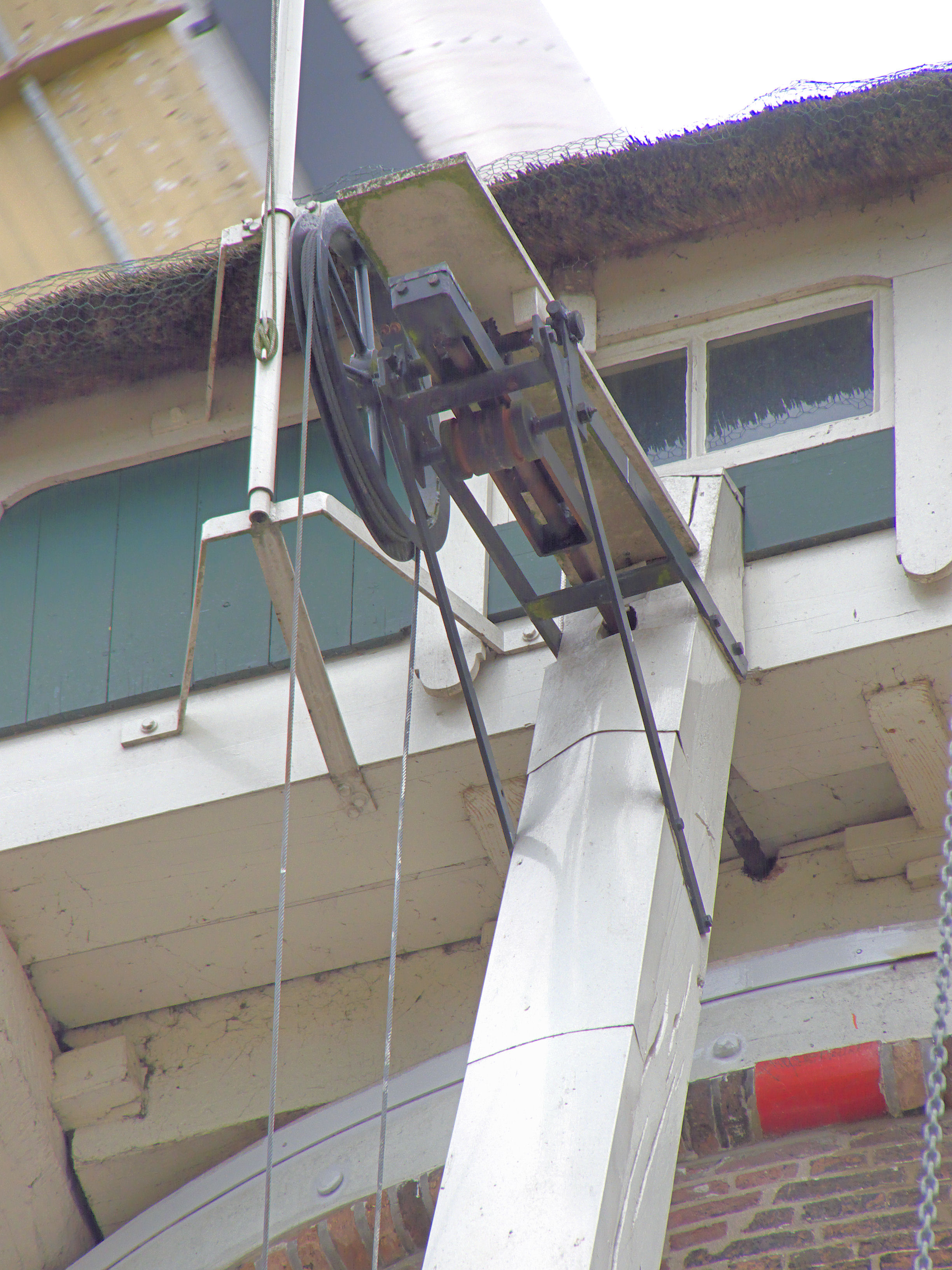
Kettingwiel met tandheugel De Leeuw (Lettele)
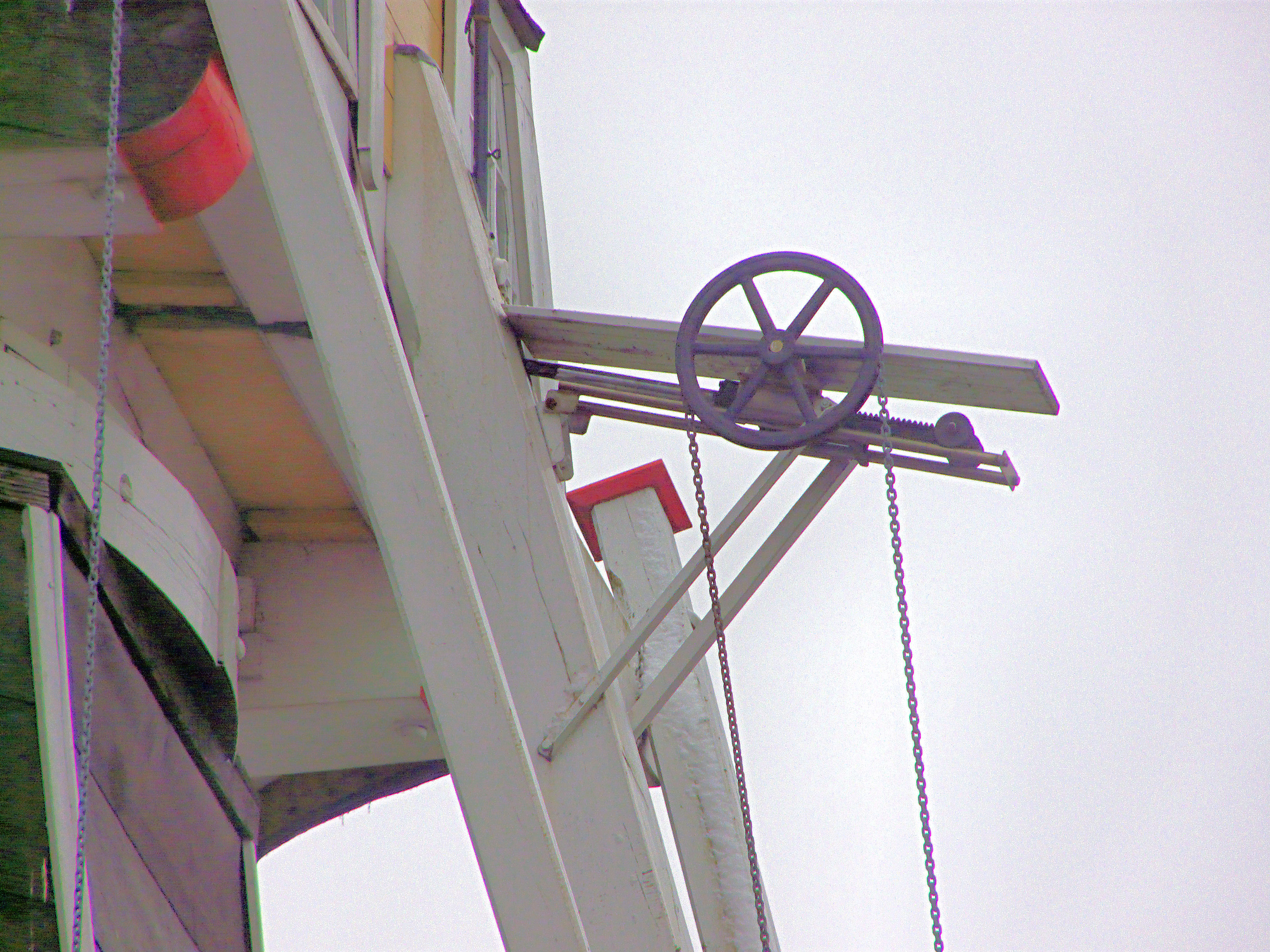
Kettingwiel met tandheugel Venemansmolen
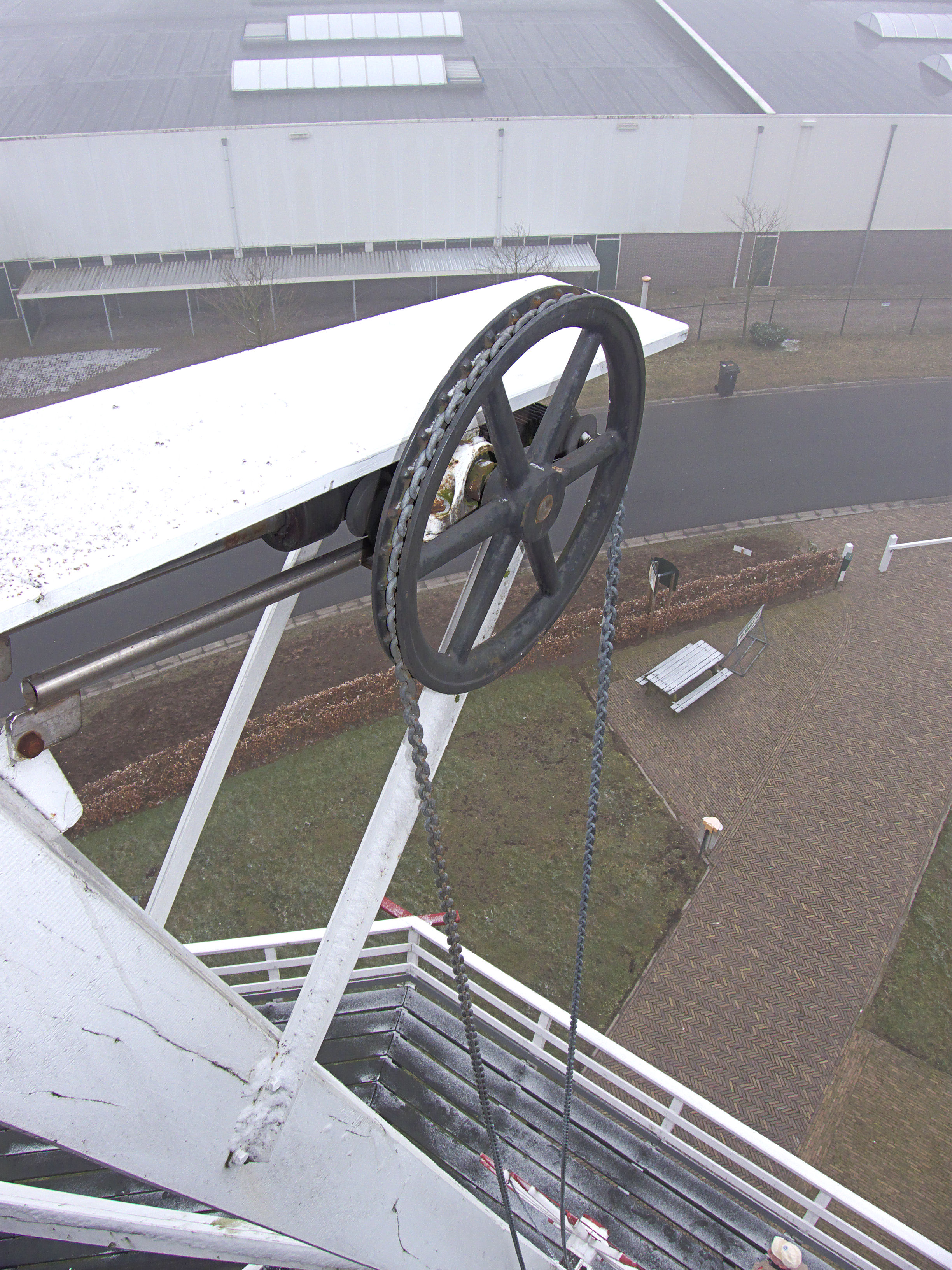
Kettingwiel met tandheugel Venemansmolen
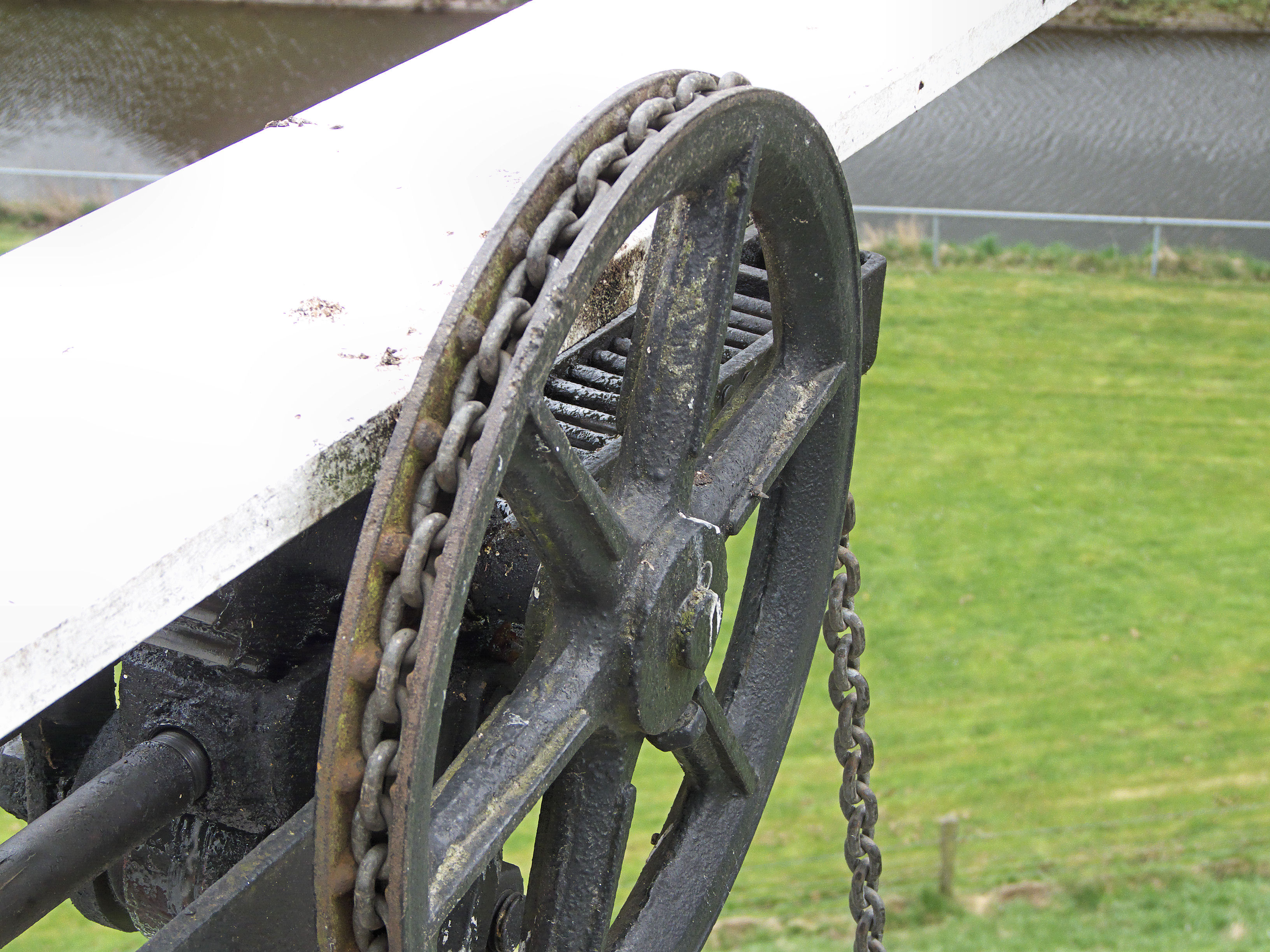
Kettingwiel met tandheugel bij De Prins van Oranje, Bredevoort
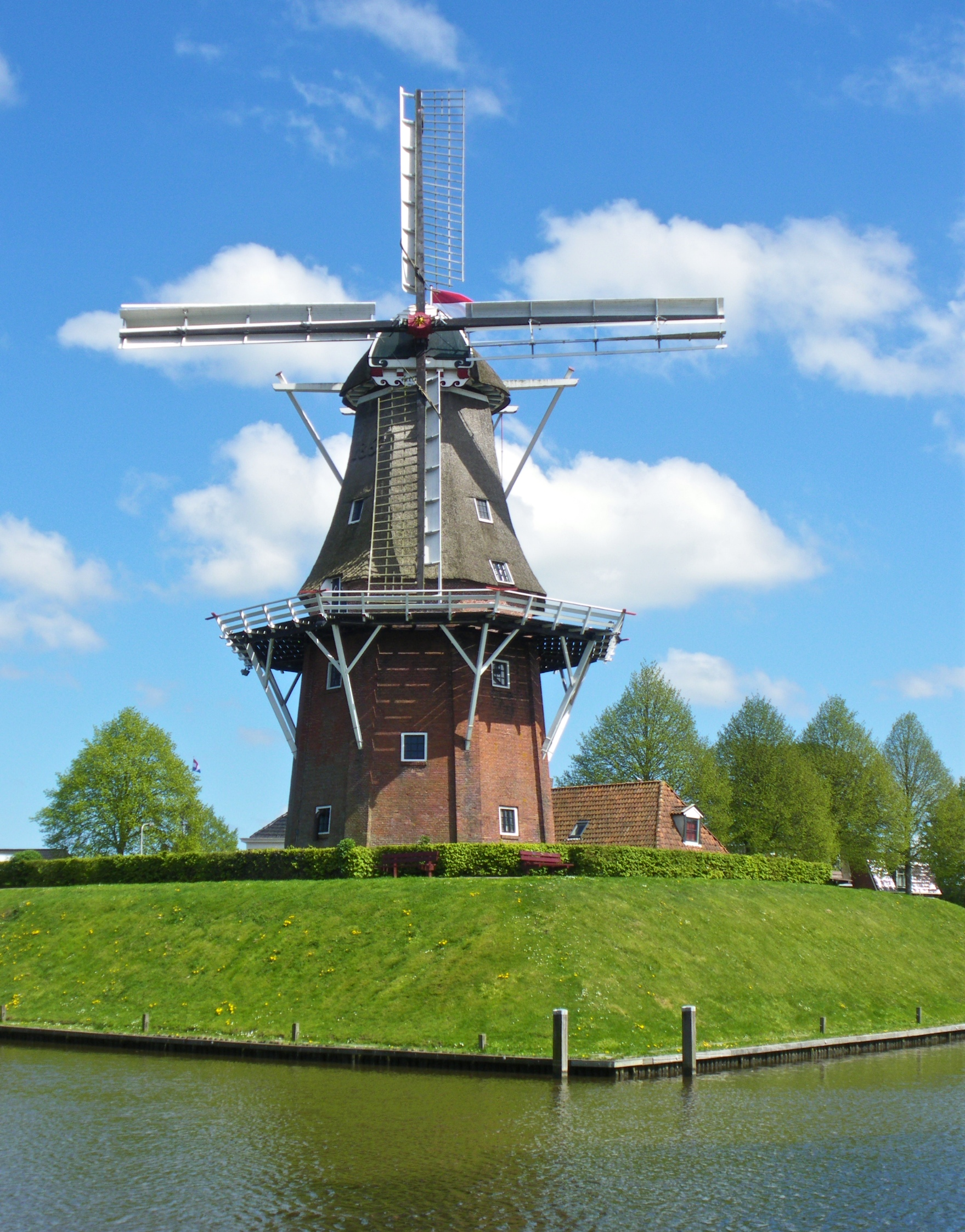
Ten Have met fokwiek van Zeldenrust
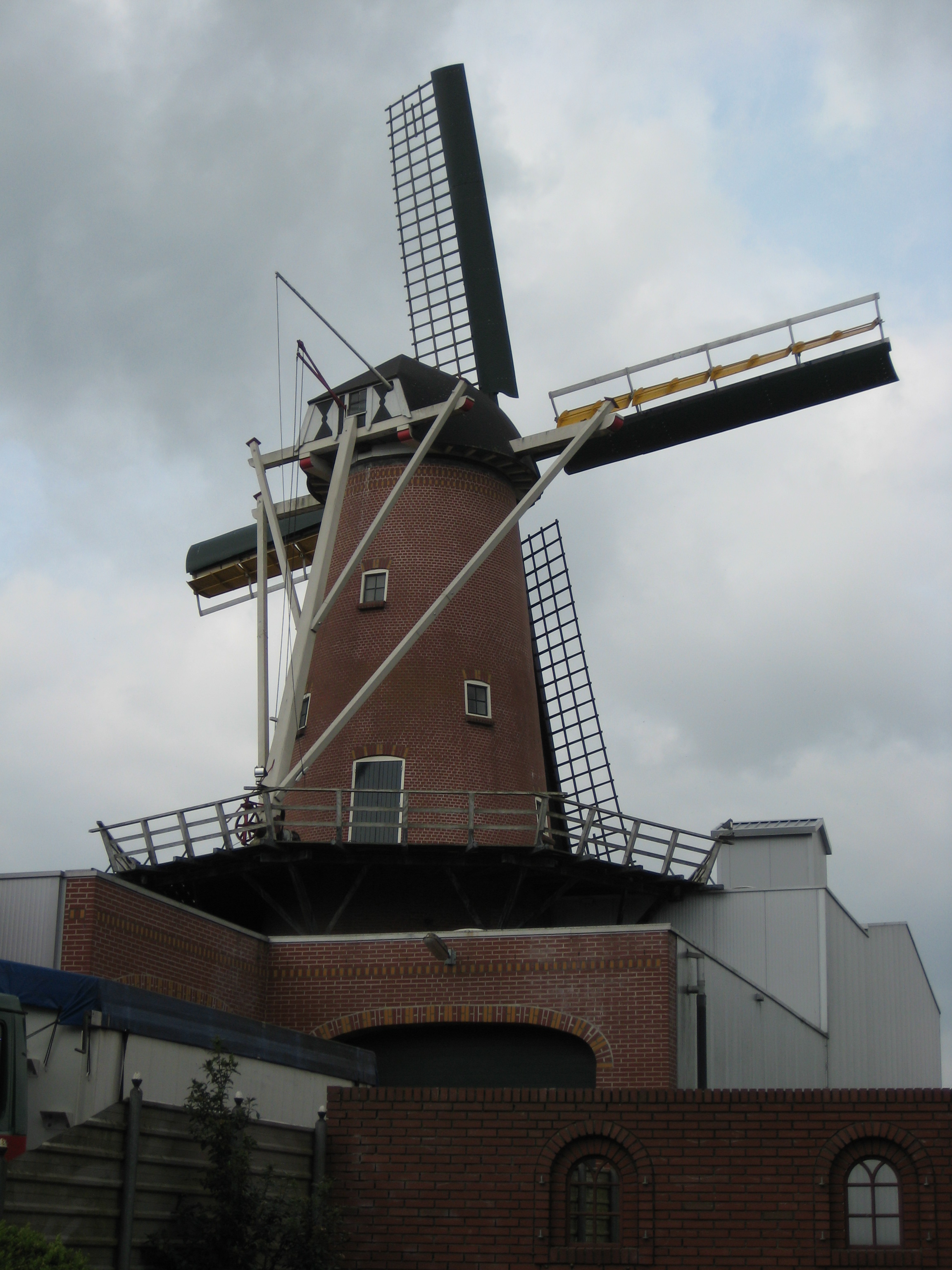
Ten Have met fokwiek van De Zwaluw